# Kijin Gentōshō
Kijin Gentōshō (鬼人幻燈抄?), también conocida como Sword of the Demon Hunter: Kijin Gentōshō en inglés, es una serie de novelas ligeras de fantasía histórica japonesa escrita por Moto'o Nakanishi e ilustrada por Tamaki. Se serializó en línea entre enero de 2013 y mayo de 2016 en el sitio web de publicación de novelas generado usuarios Arcadia, y luego se trasladó al sitio web Shōsetsuka ni Narō, donde se serializó entre diciembre de 2015 y octubre de 2016.
Más tarde fue adquirido por Futabasha, quien ha publicado once volúmenes desde el 21 de junio de 2019. Futabasha publica una adaptación a manga con arte de Yū Satomi desde el 9 de septiembre de 2021 y se ha recopilado en tres volúmenes tankōbon. Tanto la serie de novelas originales como la adaptación al manga tienen licencia en inglés de Seven Seas Entertainment.
Una adaptación de la serie al anime de Yokohama Animation Laboratory se estrenó el 31 de marzo de 2025.

## Argumento
Miyaka es una joven normal y corriente cuya familia vive y trabaja en un templo sintoísta. Su madre quiere que se convierta en itsukihime, una sacerdotisa de rango especial, como es tradición familiar, aunque ella no esté muy convencida del todo. Un día, mientras está limpiando la entrada del templo, se acerca a ella un chico desconocido que lleva la ropa de su instituto y lo que parece ser una espada.
Tras descubrir que ella es la próxima itsukihime, el muchacho rompe a llorar emocionado. Miyaka pronto descubrirá que ese chico ha llegado hasta allí después de un viaje de más de 170 años…

## Personajes
Jinta (甚太?)
 Seiyū: Taku Yashiro
Suzune (鈴音?)
 Seiyū: Reina Ueda
Shirayuki (白雪?)
 Seiyū: Saori Hayami
Dōga no Oni (同化の鬼?)
 Seiyū: Hiroshi Shirokuma
Tōmi no Kijo (遠見の鬼女?)
 Seiyū: Yui Kondo

## Contenido de la obra

### Novela ligera
Kijin Gentōshō es escrita por Yūji Keino. Comenzó su serialización entre enero de 2013 y mayo de 2016 en el sitio web de publicación de novelas generadas por usuarios Arcadia, para después ser trasladada a Shōsetsuka ni Narō, donde fue serializada entre diciembre de 2015 y octubre de 2016. Más tarde fue adquirida por Futabasha, que ha publicado la serie con ilustraciones de Tamaki desde el 21 de junio de 2019. Hasta el momento se han lanzado once volúmenes.
| Volúmenes de novelas ligeras publicadas | Volúmenes de novelas ligeras publicadas | Volúmenes de novelas ligeras publicadas |
| Número                                  | Fecha de lanzamiento                    | ISBN                                    |
| --------------------------------------- | --------------------------------------- | --------------------------------------- |
| 1                                       | 21 de julio de 2019                     | ISBN 9784575241853                      |
| 2                                       | 18 de septiembre de 2019                | ISBN 9784575242164                      |
| 3                                       | 21 de febrero de 2020                   | ISBN 9784575242539                      |
| 4                                       | 19 de junio de 2020                     | ISBN 9784575242904                      |
| 5                                       | 23 de octubre de 2020                   | ISBN 9784575243390                      |
| 6                                       | 19 de febrero de 2021                   | ISBN 9784575243772                      |
| 7                                       | 18 de junio de 2021                     | ISBN 9784575244175                      |
| 8                                       | 21 de octubre de 2021                   | ISBN 9784575244571                      |
| 9                                       | 26 de febrero de 2022                   | ISBN 9784575244922                      |
| 10                                      | 22 de junio de 2022                     | ISBN 9784575245349                      |
| 11                                      | 20 de octubre de 2022                   | ISBN 9784575245745                      |
| 12                                      | 22 de febrero de 2023                   | ISBN 9784575246070                      |

### Manga
Una adaptación de manga ilustrada por el Yū Satomi, comenzó a serializarse por Futabasha el 9 de septiembre de 2021. Futabasha recopila sus capítulos individuales en volúmenes tankōbon. El primer volumen se publicó el 9 de septiembre de 2021, y hasta el momento se han lanzado tres volúmenes.
| Volúmenes de manga publicados | Volúmenes de manga publicados | Volúmenes de manga publicados |
| Número                        | Fecha de lanzamiento          | ISBN                          |
| ----------------------------- | ----------------------------- | ----------------------------- |
| 1                             | 9 de septiembre de 2021       | ISBN 9784575440041            |
| 2                             | 13 de marzo de 2022           | ISBN 9784575440157            |
| 3                             | 8 de septiembre de 2022       | ISBN 9784575440249            |

### Anime
Futabasha anunció una adaptación de la serie al anime el 9 de septiembre de 2021. Está producida por el Yokohama Animation Laboratory y dirigida por Kazuya Aiura, con Deko Akao supervisando los guiones de la serie, Taro Ikegami diseñando los personajes y Ryūichi Takada, Keiichi Hirokawa y Kuniyuki Takahashi componiendo la música. Originalmente iba a estrenarse en julio de 2024, pero luego se retrasó debido a retrasos en la producción. Se estrenará para el 31 de marzo de 2025 en Tokyo MX y otras cadenas, y se ejecutará durante dos cursos consecutivos. El tema final, "Sen-ya Ichi-ya", es interpretado por Hilcrhyme con Izumi Nakasone de HY. Sentai Filmworks obtuvo la licencia de la serie para su transmisión en HIDIVE. Medialink obtuvo la licencia de serie en el Sur y Sudeste de Asia y Oceanía (excepto Australia y Nueva Zelanda).

## Recepción
La serie de novelas tiene más de 230 000 ejemplares en circulación.